# Nachal Ma'achaz
Nachal Ma'achaz (hebrejsky נחל מאחז) je vádí v severní části Negevské pouště, v jižním Izraeli.
Začíná v nadmořské výšce necelých 250 metrů severovýchodně od vesnice Bejt Kama. Poblíž se nachází pramen Beer Ma'achaz (באר מאחז) a bývalá vojenská pozice Mišlat Ma'achaz (משלט מאחז), o kterou se vedly boje během války za nezávislost v roce 1948. Směřuje pak k severozápadu mírně zvlněnou a prakticky neosídlenou pouštní krajinou. Podchází železniční trať Tel Aviv-Beerševa, dálnici číslo 6 a dálnici číslo 40. Ze západu míjí pahorek Tel Kešet, u kterého ústí zleva do toku Nachal Adorajim.